# Parapagurus monstrosus
Parapagurus monstrosus är en kräftdjursart som beskrevs av Alcock 1894. Parapagurus monstrosus ingår i släktet Parapagurus och familjen Parapaguridae. Inga underarter finns listade i Catalogue of Life.